# 宮下文夫 (陸軍軍人)
宮下 文夫（みやした ふみお、1892年（明治25年）11月11日 - 1963年（昭和38年）4月1日）は、大日本帝国陸軍軍人。最終階級は陸軍中将。

## 経歴
1892年（明治25年）に福島県で生まれた。陸軍士官学校第25期卒業。1938年（昭和13年）7月4日に駐蒙軍高級副官となり、7月15日に陸軍歩兵大佐に進級。日中戦争に出動した。1939年（昭和14年）に仙台陸軍教導学校学生隊長を経て、1940年（昭和15年）に歩兵第83連隊長に就任し、中国戦線に復帰。中原会戦に参加、濁流の黄河を渡河し戦果を収めた。
1942年（昭和17年）に陸軍少将に進級し、第8独立守備隊長に転じた。1943年（昭和18年）に第1歩兵団長を経て、1944年（昭和19年）に独立歩兵第11旅団長に就任。武漢北方の警備に当たった。1945年（昭和20年）4月に陸軍中将に進級し、第160師団長に親補される。朝鮮・群山の警備に当たったが、同年5月23日に朝鮮軍管区司令部附となった。
1947年（昭和22年）11月28日、公職追放仮指定を受けた。

## 栄典
勲章
- 1944年（昭和19年）3月7日  - 勲二等瑞宝章[4]